# Temporada 2013-2014 del FC Barcelona
La temporada 2013-14 del Futbol Club Barcelona és la 114a des de la fundació de l'entitat i la 83a consecutiva a La Lliga. La temporada està marcada pel debut com a tècnic de Gerardo Martino en la qual va ser la primera i última temporada al club, i el debut del fitxatge estrella de la temporada; Neymar.
A la Supercopa d'Espanya es proclamen campions per 11a ocasió, en aquesta oportunitat va ser per la regla del gol del visitant, després d'empatar en els dos partits amb l'Atlètic de Madrid, però no van aconseguir coronar-se a cap de les altres competicions. Van quedar eliminats en Lliga de Campions per l'Atlètic de Madrid en quarts de final, van quedar en segon lloc després d'empatar davant el mateix equip en l'última jornada al Camp Nou i van perdre la final de Copa del Rei davant el Reial Madrid a Mestalla.
Aquesta va ser l'última temporada de Cesc Fàbregas, Alexis Sánchez, Carles Puyol i Víctor Valdés al club.

## Plantilla
La relació de jugadors de la plantilla del Barça la temporada 2013-14 va ser la següent:
| N. | Pos. | Nac. | Jugador                       |
| -- | ---- | --- | ----------------------------- |
| 1  | POR  | [[Fitxer:Flag of Catalonia.svg\|23x15px\|border \|alt=Catalunya\|link=Selecció de futbol de Catalunya\|{{#if:\|]]   | Víctor Valdés (3r capità)     |
| 2  | DEF  | [[Fitxer:Flag of Catalonia.svg\|23x15px\|border \|alt=Catalunya\|link=Selecció de futbol de Catalunya\|{{#if:\|]]   | Martín Montoya                |
| 3  | DEF  | [[Fitxer:Flag of Catalonia.svg\|23x15px\|border \|alt=Catalunya\|link=Selecció de futbol de Catalunya\|{{#if:\|]]   | Gerard Piqué                  |
| 4  | MIG  | [[Fitxer:Flag of Catalonia.svg\|23x15px\|border \|alt=Catalunya\|link=Selecció de futbol de Catalunya\|{{#if:\|]]   | Cesc Fàbregas                 |
| 5  | DEF  | [[Fitxer:Flag of Catalonia.svg\|23x15px\|border \|alt=Catalunya\|link=Selecció de futbol de Catalunya\|{{#if:\|]]   | Carles Puyol (1r capità)      |
| 6  | MIG  | [[Fitxer:Flag of Catalonia.svg\|23x15px\|border \|alt=Catalunya\|link=Selecció de futbol de Catalunya\|{{#if:\|]]   | Xavi Hernández (2n capità)    |
| 7  | DAV  | [[Fitxer:Flag of Spain.svg\|23x15px\|border \|alt=Espanya\|link=Selecció de futbol d'Espanya\|{{#if:\|]]            | Pedro Rodríguez               |
| 8  | MIG  | [[Fitxer:Flag of Spain.svg\|23x15px\|border \|alt=Espanya\|link=Selecció de futbol d'Espanya\|{{#if:\|]]            | Andrés Iniesta (4t capità)    |
| 9  | DAV  | [[Fitxer:Flag of Chile.svg\|23x15px\|border \|alt=Xile\|link=Selecció de futbol de Xile\|{{#if:\|]]                 | Alexis Sánchez                |
| 10 | DAV  | [[Fitxer:Flag of Argentina.svg\|23x15px\|border \|alt=Argentina\|link=Selecció de futbol de l'Argentina\|{{#if:\|]] | Lionel Messi                  |
| 11 | DAV  | [[Fitxer:Flag of Brazil.svg\|23x15px\|border \|alt=Brasil\|link=Selecció de futbol del Brasil\|{{#if:\|]]           | Neymar da Silva Santos Júnior |
| 12 | MIG  | [[Fitxer:Flag of Mexico.svg\|23x15px\|border \|alt=Mèxic\|link=Selecció de futbol de Mèxic\|{{#if:\|]]              | Jonathan dos Santos           |
| 13 | POR  | [[Fitxer:Flag of Spain.svg\|23x15px\|border \|alt=Espanya\|link=Selecció de futbol d'Espanya\|{{#if:\|]]            | José Manuel Pinto             |

| N. | Pos. | Nac. | Jugador           |
| -- | ---- | --- | ----------------- |
| 14 | MIG  | [[Fitxer:Flag of Argentina.svg\|23x15px\|border \|alt=Argentina\|link=Selecció de futbol de l'Argentina\|{{#if:\|]]               | Javier Mascherano |
| 15 | DEF  | [[Fitxer:Flag of Catalonia.svg\|23x15px\|border \|alt=Catalunya\|link=Selecció de futbol de Catalunya\|{{#if:\|]]                 | Marc Bartra       |
| 16 | MIG  | [[Fitxer:Flag of Catalonia.svg\|23x15px\|border \|alt=Catalunya\|link=Selecció de futbol de Catalunya\|{{#if:\|]]                 | Sergio Busquets   |
| 17 | MIG  | [[Fitxer:Flag of Cameroon.svg\|23x15px\|border \|alt=Camerun\|link=Selecció de futbol del Camerun\|{{#if:\|]]                     | Alex Song         |
| 18 | DEF  | [[Fitxer:Flag of Catalonia.svg\|23x15px\|border \|alt=Catalunya\|link=Selecció de futbol de Catalunya\|{{#if:\|]]                 | Jordi Alba        |
| 19 | MIG  | [[Fitxer:Flag of the Netherlands.svg\|23x15px\|border \|alt=Països Baixos\|link=Selecció de futbol dels Països Baixos\|{{#if:\|]] | Ibrahim Afellay   |
| 20 | DAV  | [[Fitxer:Flag of Catalonia.svg\|23x15px\|border \|alt=Catalunya\|link=Selecció de futbol de Catalunya\|{{#if:\|]]                 | Cristian Tello    |
| 21 | DEF  | [[Fitxer:Flag of Brazil.svg\|23x15px\|border \|alt=Brasil\|link=Selecció de futbol del Brasil\|{{#if:\|]]                         | Adriano Correia   |
| 22 | DEF  | [[Fitxer:Flag of Brazil.svg\|23x15px\|border \|alt=Brasil\|link=Selecció de futbol del Brasil\|{{#if:\|]]                         | Dani Alves        |
| 23 | DAV  | [[Fitxer:Flag of Catalonia.svg\|23x15px\|border \|alt=Catalunya\|link=Selecció de futbol de Catalunya\|{{#if:\|]]                 | Isaac Cuenca      |
| 24 | MIG  | [[Fitxer:Flag of Catalonia.svg\|23x15px\|border \|alt=Catalunya\|link=Selecció de futbol de Catalunya\|{{#if:\|]]                 | Sergi Roberto     |
| 25 | POR  | [[Fitxer:Flag of Spain.svg\|23x15px\|border \|alt=Espanya\|link=Selecció de futbol d'Espanya\|{{#if:\|]]                          | Oier Olazábal     |

Els equips que disputen la lliga espanyola de futbol estan limitats a tenir en la plantilla un màxim de tres jugadors sense passaport de la Unió Europea. La llista inclou només la principal nacionalitat de cada jugador. Alguns jugadors no europeus tenen doble nacionalitat d'algun país de la UE:
- Dani Alves té passaport espanyol.
- Messi té passaport espanyol.
- Javier Mascherano té passaport italià.
- Adriano Correia té passaport espanyol.

Font: Web oficial del FC Barcelona

### Altes
| N. | Pos. | Nac. | Jugador                                              |
| -- | ---- | --- | ---------------------------------------------------- |
| —  | DAV  | [[Fitxer:Flag of Catalonia.svg\|23x15px\|border \|alt=Catalunya\|link=Selecció de futbol de Catalunya\|{{#if:\|]]                 | Gerard Deulofeu (Puja del FC Barcelona B)            |
| —  | MIG  | [[Fitxer:Flag of Brazil.svg\|23x15px\|border \|alt=Brasil\|link=Selecció de futbol del Brasil\|{{#if:\|]]                         | Rafa Alcántara "Rafinha" (Puja del FC Barcelona B)   |
| —  | MIG  | [[Fitxer:Flag of Catalonia.svg\|23x15px\|border \|alt=Catalunya\|link=Selecció de futbol de Catalunya\|{{#if:\|]]                 | Sergi Roberto (Puja del FC Barcelona B)              |
| —  | POR  | [[Fitxer:Flag of Spain.svg\|23x15px\|border \|alt=Espanya\|link=Selecció de futbol d'Espanya\|{{#if:\|]]                          | Oier Olazábal (Puja del FC Barcelona B)              |
| —  | MIG  | [[Fitxer:Flag of Catalonia.svg\|23x15px\|border \|alt=Catalunya\|link=Selecció de futbol de Catalunya\|{{#if:\|]]                 | Bojan Krkić (Torna de cessió a l'AC Milan)           |
| —  | DAV  | [[Fitxer:Flag of Catalonia.svg\|23x15px\|border \|alt=Catalunya\|link=Selecció de futbol de Catalunya\|{{#if:\|]]                 | Isaac Cuenca (Torna de cessió a l'Ajax)              |
| —  | MIG  | [[Fitxer:Flag of the Netherlands.svg\|23x15px\|border \|alt=Països Baixos\|link=Selecció de futbol dels Països Baixos\|{{#if:\|]] | Ibrahim Afellay (Torna de cessió al Schalke 04)      |
| —  | DAV  | [[Fitxer:Flag of Brazil.svg\|23x15px\|border \|alt=Brasil\|link=Selecció de futbol del Brasil\|{{#if:\|]]                         | Neymar da Silva Santos Júnior (Fitxat del Santos FC) |

### Baixes
| N. | Pos. | Nac. | Jugador                                                                |
| -- | ---- | --- | ---------------------------------------------------------------------- |
| —  | DAV  | [[Fitxer:Flag of Spain.svg\|23x15px\|border \|alt=Espanya\|link=Selecció de futbol d'Espanya\|{{#if:\|]]                        | David Villa (Traspassat a l'Atlètic de Madrid)                         |
| —  | DEF  | [[Fitxer:Flag of France (1794–1815, 1830–1974).svg\|23x15px\|border \|alt=França\|link=Selecció de futbol de França\|{{#if:\|]] | Éric Abidal (Finalització de contracte)                                |
| —  | DEF  | [[Fitxer:Flag of Catalonia.svg\|23x15px\|border \|alt=Catalunya\|link=Selecció de futbol de Catalunya\|{{#if:\|]]               | Marc Muniesa (Finalització de contracte)                               |
| —  | DAV  | [[Fitxer:Flag of Catalonia.svg\|23x15px\|border \|alt=Catalunya\|link=Selecció de futbol de Catalunya\|{{#if:\|]]               | Gerard Deulofeu (Cedit al FC Everton)                                  |
| —  | MIG  | [[Fitxer:Flag of Brazil.svg\|23x15px\|border \|alt=Brasil\|link=Selecció de futbol del Brasil\|{{#if:\|]]                       | Rafa Alcántara "Rafinha" (Cedit al Real Club Celta de Vigo)            |
| —  | MIG  | [[Fitxer:Flag of Catalonia.svg\|23x15px\|border \|alt=Catalunya\|link=Selecció de futbol de Catalunya\|{{#if:\|]]               | Bojan Krkić (Cedit a l'Ajax)                                           |
| —  | MIG  | [[Fitxer:Flag of Spain.svg\|23x15px\|border \|alt=Espanya\|link=Selecció de futbol d'Espanya\|{{#if:\|]]                        | Thiago Alcántara (Traspassat al Bayern München per 25 milions d'euros) |

### Equip tècnic
- Entrenador:  Gerardo Daniel Martino
  - Segon entrenador:  Jordi Roura[2]
  - Tercer entrenador:  Joan Francesc Ferrer Sicilia
  - Entrenador de porters: José Ramon de la Fuente[3]
  - Delegat: Carles Naval
- Responsable de la preparació física:  Aureli Altimira[2]
  - Preparador físic: Francisco Paco Seirul·lo, Francesc Cos, Eduard Pons[3]
- Responsable de l'equip mèdic: Ramon Canal
  - Metges: Dr. Ricard Pruna, Dr. Daniel Medina
  - Recuperadors: Juanjo Brau
  - Fisioterapeutes: Jaume Munill, Roger Gironès, David Álvarez
  - Podòleg: Martín Rueda
- Anàlisi tàctic i Scouting: Àlex Garcia[3]
- Encarregats de material: Chema Corbella, José Antonio Ibarz i Gabriel Galán
- Oficina d'Atenció al Jugador: Pepe Costa
- Entrenador del filial:  Eusebio Sacristán

## Filial
Plantilla actual
Actualitzada a 31 de gener de 2014.
| N. | Pos. | Nac. | Jugador                  |
| -- | ---- | --- | ------------------------ |
| 1  | POR  | [[Fitxer:Flag of the Valencian Community (2x3).svg\|23x15px\|border \|alt=País Valencià\|link=Selecció de futbol del País Valencià\|{{#if:\|]] | Miguel Bañuz             |
| 3  | DEF  | [[Fitxer:Flag of Catalonia.svg\|23x15px\|border \|alt=Catalunya\|link=Selecció de futbol de Catalunya\|{{#if:\|]]                              | Sergi Gómez              |
| 4  | MIG  | [[Fitxer:Flag of Spain.svg\|23x15px\|border \|alt=Espanya\|link=Selecció de futbol d'Espanya\|{{#if:\|]]                                       | Patricio Gabarrón Patric |
| 5  | DEF  | [[Fitxer:Flag of Catalonia.svg\|23x15px\|border \|alt=Catalunya\|link=Selecció de futbol de Catalunya\|{{#if:\|]]                              | Carles Planas            |
| 6  | MIG  | [[Fitxer:Flag of Catalonia.svg\|23x15px\|border \|alt=Catalunya\|link=Selecció de futbol de Catalunya\|{{#if:\|]]                              | Ilie Sánchez             |
| 9  | DAV  | [[Fitxer:Flag of Cameroon.svg\|23x15px\|border \|alt=Camerun\|link=Selecció de futbol del Camerun\|{{#if:\|]]                                  | Jean-Marie Dongou        |
| 10 | MIG  | [[Fitxer:Flag of Spain.svg\|23x15px\|border \|alt=Espanya\|link=Selecció de futbol d'Espanya\|{{#if:\|]]                                       | Javi Espinosa            |
| 11 | DEF  | [[Fitxer:Flag of the Valencian Community (2x3).svg\|23x15px\|border \|alt=País Valencià\|link=Selecció de futbol del País Valencià\|{{#if:\|]] | Alejandro Grimaldo       |
| 12 | MIG  | [[Fitxer:Flag of North Macedonia.svg\|23x15px\|border \|alt=Macedònia del Nord\|link=Selecció de futbol de Macedònia\|{{#if:\|]]               | David Babunski           |
| 13 | POR  | [[Fitxer:Flag of Catalonia.svg\|23x15px\|border \|alt=Catalunya\|link=Selecció de futbol de Catalunya\|{{#if:\|]]                              | Jordi Masip              |
| 14 | DEF  | [[Fitxer:Flag of Portugal.svg\|23x15px\|border \|alt=Portugal\|link=Selecció de futbol de Portugal\|{{#if:\|]]                                 | Edgar Ié                 |
| 15 | DEF  | [[Fitxer:Flag of Cameroon.svg\|23x15px\|border \|alt=Camerun\|link=Selecció de futbol del Camerun\|{{#if:\|]]                                  | Frank Bagnack            |
| 16 | MIG  | [[Fitxer:Flag of Catalonia.svg\|23x15px\|border \|alt=Catalunya\|link=Selecció de futbol de Catalunya\|{{#if:\|]]                              | Sergi Samper             |
| 17 | MIG  | [[Fitxer:Flag of Galicia.svg\|23x15px\|border \|alt=Galícia\|link=Selecció de futbol de Galícia\|{{#if:\|]]                                    | Denis Suárez             |

| N. | Pos. | Nac. | Jugador          |
| -- | ---- | --- | ---------------- |
| 18 | MIG  | [[Fitxer:Flag of Catalonia.svg\|23x15px\|border \|alt=Catalunya\|link=Selecció de futbol de Catalunya\|{{#if:\|]]                              | Pol Calvet       |
| 20 | DAV  | [[Fitxer:Flag of the Balearic Islands.svg\|23x15px\|border \|alt=Illes Balears\|link=Selecció de futbol de les Illes Balears\|{{#if:\|]]       | Dani Nieto       |
| 21 | DEF  | [[Fitxer:Flag of Catalonia.svg\|23x15px\|border \|alt=Catalunya\|link=Selecció de futbol de Catalunya\|{{#if:\|]]                              | Sergio Juste     |
| 22 | DEF  | [[Fitxer:Flag of Catalonia.svg\|23x15px\|border \|alt=Catalunya\|link=Selecció de futbol de Catalunya\|{{#if:\|]]                              | Lucas Gafarot    |
| 23 | MIG  | [[Fitxer:Flag of Spain.svg\|23x15px\|border \|alt=Espanya\|link=Selecció de futbol d'Espanya\|{{#if:\|]]                                       | Edu Bedia        |
| 25 | POR  | [[Fitxer:Flag of the Valencian Community (2x3).svg\|23x15px\|border \|alt=País Valencià\|link=Selecció de futbol del País Valencià\|{{#if:\|]] | Adrià Ortolà     |
| 26 | DEF  | [[Fitxer:Flag of Catalonia.svg\|23x15px\|border \|alt=Catalunya\|link=Selecció de futbol de Catalunya\|{{#if:\|]]                              | Xavi Quintillà   |
| 27 | DAV  | [[Fitxer:Flag of Catalonia.svg\|23x15px\|border \|alt=Catalunya\|link=Selecció de futbol de Catalunya\|{{#if:\|]]                              | Adama Traoré     |
| 29 | DAV  | [[Fitxer:Flag of Spain.svg\|23x15px\|border \|alt=Espanya\|link=Selecció de futbol d'Espanya\|{{#if:\|]]                                       | Sandro Ramírez   |
| 30 | DAV  | [[Fitxer:Flag of Morocco.svg\|23x15px\|border \|alt=Marroc\|link=Selecció de futbol del Marroc\|{{#if:\|]]                                     | Munir El Haddadi |
| 31 | POR  | [[Fitxer:Flag of Cameroon.svg\|23x15px\|border \|alt=Camerun\|link=Selecció de futbol del Camerun\|{{#if:\|]]                                  | Fabrice Ondoa    |
| 32 | DEF  | [[Fitxer:Flag of Nigeria.svg\|23x15px\|border \|alt=Nigèria\|link=Selecció de futbol de Nigèria\|{{#if:\|]]                                    | Godswill Ekpolo  |
| 33 | DEF  | [[Fitxer:Flag of the Balearic Islands.svg\|23x15px\|border \|alt=Illes Balears\|link=Selecció de futbol de les Illes Balears\|{{#if:\|]]       | Joan Campins     |

### Baixes
| N. | Pos. | Nac. | Jugador                                                                            |
| -- | ---- | --- | ---------------------------------------------------------------------------------- |
| 5  | DEF  | [[Fitxer:Flag of Catalonia.svg\|23x15px\|border \|alt=Catalunya\|link=Selecció de futbol de Catalunya\|{{#if:\|]]                              | Marc Muniesa (Marxa al final de temporada a l'Stoke City Football Club)            |
| 22 | DAV  | [[Fitxer:Flag of Argentina.svg\|23x15px\|border \|alt=Argentina\|link=Selecció de futbol de l'Argentina\|{{#if:\|]]                            | Sergio Araujo (Marxa al final de temporada al Club Atlético Tigre)                 |
| 9  | DAV  | [[Fitxer:Flag of Spain.svg\|23x15px\|border \|alt=Espanya\|link=Selecció de futbol d'Espanya\|{{#if:\|]]                                       | Luis Alberto (Marxa al final de temporada al Liverpool FC)                         |
| 6  | MIG  | [[Fitxer:Flag of Spain.svg\|23x15px\|border \|alt=Espanya\|link=Selecció de futbol d'Espanya\|{{#if:\|]]                                       | David Lombán (Marxa al final de temporada a l'Elx Club de Futbol)                  |
| 23 | DAV  | [[Fitxer:Flag of Spain.svg\|23x15px\|border \|alt=Espanya\|link=Selecció de futbol d'Espanya\|{{#if:\|]]                                       | Miguel Ángel Sainz-Maza (Marxa al final de temporada al Reggina Calcio)            |
| 2  | DEF  | [[Fitxer:Flag of Catalonia.svg\|23x15px\|border \|alt=Catalunya\|link=Selecció de futbol de Catalunya\|{{#if:\|]]                              | Ivan Balliu (Marxa al final de temporada al FC Arouca)                             |
| 15 | DAV  | [[Fitxer:Flag of the Valencian Community (2x3).svg\|23x15px\|border \|alt=País Valencià\|link=Selecció de futbol del País Valencià\|{{#if:\|]] | Kiko Femenía (Marxa al final de temporada al Reial Madrid Castella Club de Futbol) |
| 20 | MIG  | [[Fitxer:Flag of Portugal.svg\|23x15px\|border \|alt=Portugal\|link=Selecció de futbol de Portugal\|{{#if:\|]]                                 | Gustavo Ledes (Marxa al final de temporada al Rio Ave Futebol Clube)               |
| 17 | DAV  | [[Fitxer:Flag of Catalonia.svg\|23x15px\|border \|alt=Catalunya\|link=Selecció de futbol de Catalunya\|{{#if:\|]]                              | Cristian Lobato (Marxa al final de temporada (sense equip))                        |
| 7  | DAV  | [[Fitxer:Flag of Catalonia.svg\|23x15px\|border \|alt=Catalunya\|link=Selecció de futbol de Catalunya\|{{#if:\|]]                              | Gerard Deulofeu (Marxa cedit a l'Everton Football Club)                            |
| 12 | MIG  | [[Fitxer:Flag of Brazil.svg\|23x15px\|border \|alt=Brasil\|link=Selecció de futbol del Brasil\|{{#if:\|]]                                      | Rafael Alcántara (Marxa cedit al Real Club Celta de Vigo)                          |
| 21 | MIG  | [[Fitxer:Flag of Catalonia.svg\|23x15px\|border \|alt=Catalunya\|link=Selecció de futbol de Catalunya\|{{#if:\|]]                              | Jordi Quintillà (Marxa cedit al Centre d'Esports l'Hospitalet)                     |
| 19 | MIG  | [[Fitxer:Flag of Catalonia.svg\|23x15px\|border \|alt=Catalunya\|link=Selecció de futbol de Catalunya\|{{#if:\|]]                              | Sergio Ayala (Marxa cedit al València Club de Futbol Mestalla)                     |
| 8  | MIG  | [[Fitxer:Flag of Portugal.svg\|23x15px\|border \|alt=Portugal\|link=Selecció de futbol de Portugal\|{{#if:\|]]                                 | Agostinho Cá (Marxa cedit al Girona FC)                                            |
| 28 | DAV  | [[Fitxer:Flag of Paraguay.svg\|23x15px\|border \|alt=Paraguai\|link=Selecció de futbol del Paraguai\|{{#if:\|]]                                | Antonio Sanabria (Traspassat a la US Sassuolo)                                     |
| 7  | DAV  | [[Fitxer:Flag of Catalonia.svg\|23x15px\|border \|alt=Catalunya\|link=Selecció de futbol de Catalunya\|{{#if:\|]]                              | Joan Àngel Román (Marxa cedit al Vila-real CF)                                     |

### Altes
| N. | Pos. | Nac. | Jugador                                                 |
| -- | ---- | --- | ------------------------------------------------------- |
| 12 | MIG  | [[Fitxer:Flag of North Macedonia.svg\|23x15px\|border \|alt=Macedònia del Nord\|link=Selecció de futbol de Macedònia\|{{#if:\|]]               | David Babunski (Puja del juvenil)                       |
| 15 | DEF  | [[Fitxer:Flag of Cameroon.svg\|23x15px\|border \|alt=Camerun\|link=Selecció de futbol del Camerun\|{{#if:\|]]                                  | Frank Bagnack (Puja del juvenil)                        |
| 16 | MIG  | [[Fitxer:Flag of Catalonia.svg\|23x15px\|border \|alt=Catalunya\|link=Selecció de futbol de Catalunya\|{{#if:\|]]                              | Sergi Samper (Puja del juvenil)                         |
| 17 | MIG  | [[Fitxer:Flag of Galicia.svg\|23x15px\|border \|alt=Galícia\|link=Selecció de futbol de Galícia\|{{#if:\|]]                                    | Denis Suárez (Fitxat del Manchester City Football Club) |
| 18 | MIG  | [[Fitxer:Flag of Catalonia.svg\|23x15px\|border \|alt=Catalunya\|link=Selecció de futbol de Catalunya\|{{#if:\|]]                              | Pol Calvet (Puja del juvenil)                           |
| 20 | DAV  | [[Fitxer:Flag of the Balearic Islands.svg\|23x15px\|border \|alt=Illes Balears\|link=Selecció de futbol de les Illes Balears\|{{#if:\|]]       | Dani Nieto (Fitxat de l'Agrupación Deportiva Alcorcón)  |
| 22 | DEF  | [[Fitxer:Flag of Catalonia.svg\|23x15px\|border \|alt=Catalunya\|link=Selecció de futbol de Catalunya\|{{#if:\|]]                              | Lucas Gafarot (Puja del juvenil)                        |
| 23 | MIG  | [[Fitxer:Flag of Spain.svg\|23x15px\|border \|alt=Espanya\|link=Selecció de futbol d'Espanya\|{{#if:\|]]                                       | Edu Bedia (Fitxat de l'Hèrcules Club de Futbol)         |
| 25 | POR  | [[Fitxer:Flag of the Valencian Community (2x3).svg\|23x15px\|border \|alt=País Valencià\|link=Selecció de futbol del País Valencià\|{{#if:\|]] | Adrià Ortolà (Fitxat del Vila-real Club de Futbol)      |
| 26 | DEF  | [[Fitxer:Flag of Catalonia.svg\|23x15px\|border \|alt=Catalunya\|link=Selecció de futbol de Catalunya\|{{#if:\|]]                              | Xavi Quintillà (Puja del juvenil)                       |
| 27 | DAV  | [[Fitxer:Flag of Catalonia.svg\|23x15px\|border \|alt=Catalunya\|link=Selecció de futbol de Catalunya\|{{#if:\|]]                              | Adama Traoré (Puja del juvenil)                         |
| 28 | DAV  | [[Fitxer:Flag of Paraguay.svg\|23x15px\|border \|alt=Paraguai\|link=Selecció de futbol del Paraguai\|{{#if:\|]]                                | Antonio Sanabria (Puja del juvenil)                     |
| 29 | DAV  | [[Fitxer:Flag of Spain.svg\|23x15px\|border \|alt=Espanya\|link=Selecció de futbol d'Espanya\|{{#if:\|]]                                       | Sandro Ramírez (Puja del juvenil)                       |
| 30 | DAV  | [[Fitxer:Flag of Morocco.svg\|23x15px\|border \|alt=Marroc\|link=Selecció de futbol del Marroc\|{{#if:\|]]                                     | Munir El Haddadi (Puja del juvenil)                     |
| 31 | POR  | [[Fitxer:Flag of Cameroon.svg\|23x15px\|border \|alt=Camerun\|link=Selecció de futbol del Camerun\|{{#if:\|]]                                  | Fabrice Ondoa (Puja del juvenil)                        |
| 32 | DEF  | [[Fitxer:Flag of Nigeria.svg\|23x15px\|border \|alt=Nigèria\|link=Selecció de futbol de Nigèria\|{{#if:\|]]                                    | Godswill Ekpolo (Puja del juvenil)                      |
| 33 | DEF  | [[Fitxer:Flag of the Balearic Islands.svg\|23x15px\|border \|alt=Illes Balears\|link=Selecció de futbol de les Illes Balears\|{{#if:\|]]       | Joan Campins (Puja del juvenil)                         |

### Cos tècnic
- Primer entrenador: Eusebio Sacristán
- Segon entrenador: Joan Barbarà Mata
- Preparador físic: José Ramón Callén
- Delegat: Antoni Alonso Velázquez
- Fisioterapeutes: Roger Giornes Tomas i Jaume Langa Ferrer